# محافظة أنغ ثونغ
محافظة أنغ ثونغ (بالتايلاندية:อ่างทอง) و(بالإنجليزية: Ang Thong)‏ هي واحدة من محافظات تايلاند الخمس والسبعين تجاور محافظة سنغ بوري ومحافظة لوبوري ومحافظة فرا ناخون سي أيوتثايا ومحافظة سوفانبوري.

## التسمية
يعني اسم أنغ ثونغ : صحن ذهبي نظرا لموقعها الجغرافي وتميزها بكثرة حقول الارز

## الجغرافيا
تتميز أنغ ثونغ بالاراضي المنخضة السطحية التي يعبرها نهر شاو فاريا ونهر نوي ولا يتوفر في المحافظة جبال أو غابات لكن اراضيها زراعية بسبب وفرة نهرين يقطعان المحافظة جنبا إلى جنب مع الكثير من القنوات التي توفر مياه كافية لزراعة الأرز.

## التاريخ
تاريخيا المحافظة ذكرت عبر بلدة تشان تشاي الواقعة في وسط المحافظة بجانب نهر نوي ويذكر ان المدينة شكلت حدود هامة لمملكة ايوتايا أثناء الحروب مع بورما.

## التقسيمات الادارية
تنقسم المحافظة إلى 7 مقاطعات رئيسية التي بدورها تنقسم إلى 81 بلدية و 513 قرية.
| 1. موانغ أنغ ثونغ 2. شييو 3. با موك 4. فو ثونغ | 1. سوانغ ها 2. تشان تشاي (وسط المدينة) 3. سامكو |